# Lingua tupi antica
La lingua tupi, chiamata anche lingua tupi antica o lingua tupi classica, era una lingua tupi parlata in Brasile.

## Distribuzione geografica
È una lingua estinta, un tempo era parlata dagli indigeni Tupi, molti dei quali vivevano presso la costa atlantica del Brasile.

## Dialetti e lingue derivate
Essendo la lingua da cui ebbe origine la língua geral, il tupi ha lasciato un segno nel portoghese brasiliano.
Il portoghese brasiliano ha acquisito molte caratteristiche dal tupi.
- Qualche migliaio di parole (alcune di esse ibride o corrotte in seguito) per indicare animali, piante, frutta ed entità culturali.
- L'intensificazione della differenza tra la “e” e la “o”, arrotondate e non arrotondate.
- L'intensificazione della nasalizzazione
- La produzione di termini compositi (con entrambi i termini che cambiano fonologicamente).

Molti comuni in Brasile possiedono un nome di origine tupi.
- Iguaçu (y gûasu): grande fiume
- Ipanema (y panema): acqua malsana
- Itanhangá (itá + añangá): roccia del diavolo
- Itaquaquecetuba (itakûakysétyba, da itá + takûara + kysé + tyba): dove si fanno i coltelli di legno
- Itaúna  ("ita + una"): pietra nera
- Jaguariúna (îagûara + í + una): piccolo giaguaro nero
- Pacaembu (paka + embu): valle delle Paca.
- Paranaíba (paranãíba, paranã + aíba): mare pericoloso
- Paraná-mirim (paranã + mirĩ): laguna salata, letteralmente piccolo mare
- Pindorama (da pindó, "palma", e retama, nazione): nazione delle palme (i tupiniquins chiamavano così il posto in cui vivevano).
- Piraí (pirá + í) : pesce sottile

Tra le varie parole entrate nell'uso comune in portoghese, vi sono:
- abacaxi (ananas, letteralmente "frutto profumato")
- jacaré  (caimano)
- minhoca (lombrico)
- perereca (un tipo di rana piccola, ma significa anche vulva in gergo), letteralmente  "saltatore"
- peteca (un tipo di gioco simile al badminton giocato solo con le mani) letteralmente "schiaffo"
- piranha (il pesce carnivoro) letteralmente "pesce diavolo"
- pipoca (popcorn)  "ciò che salta in mano"
- piroca (originalmente significava "pelato")
- pororoca (un fenomeno di marea nel fiordo del Rio delle Amazzoni) "confusione"
- siri (granchio)
- sucuri (anaconda)
- urubu (l'avvoltoio brasiliano)
- urutu (un tipo di serpente velenoso)

Vi sono dei nomi di persona tupi che sono entrati a far parte del portoghese:
- Araci (femminile): ara sy, la dea del mattino
- Bartira, Potira (femminile): mbotyra, fiore
- Iara (femminile): y îara, la signora del lago
- Jaci (maschile e femminile): îá sy, la luna (madre della notte)
- Janaína (femminile): îandá una, un tipo di merlo
- Ubirajara (maschile): ybyrá îara, signore degli alberi
- Ubiratan (maschile): ybyrá atã, legno resistente

## Classificazione
Il tupi antico apparteneva alla sottofamiglia delle lingue tupi-guaraní. Fino al XVI secolo, queste lingue si potevano trovare su tutta la costa brasiliana, dal Pará a Santa Catarina, e anche nel bacino del Río de la Plata. Le lingue tupi sono ancora parlate ad oggi in Brasile, Guyana francese, Venezuela, Colombia, Perù, Bolivia, Paraguay e Argentina.

## Storia

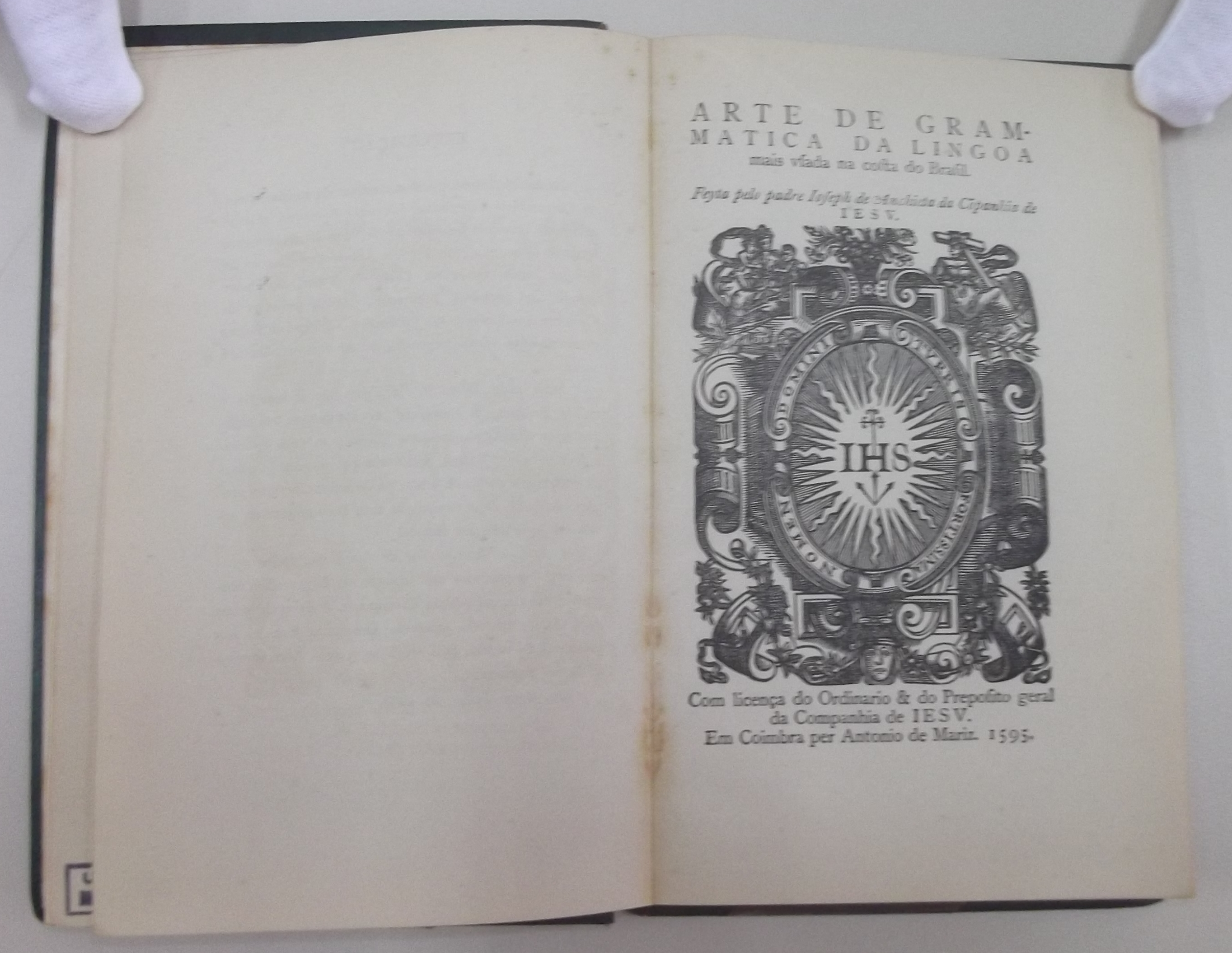
Anchieta, José de. Arte de gramática da língua mais usada na costa do Brasil. Ed. da Bibliotéca Nacional do Rio de Janeiro. Rio de Janeiro : Imprensa Nacional, 1933. Facsímile da 1. ed. (1595).

Il tupi antico ha una tradizione scritta che durò per tre secoli, dal XVI al XVIII secolo. Nel periodo coloniale la lingua tupi veniva usata come lingua franca nel territorio, sia dagli indios che dagli europei portoghesi. In seguito l'uso della lingua venne soppresso, e ad oggi esiste una sola lingua discendente dal tupi antico con un numero apprezzabile di persone che la parla: il nheengatu.
I nomi tupi antico o tupi classico vengono usati dagli studiosi moderni, in portoghese viene chiamata tupi antigo, mentre vi sono diversi nomi usati dai vari gruppi di persone che la parlano:
- ñeengatú ("buona lingua"),
- ñeendyba ("lingua comune"),
- abáñeenga ("lingua umana")

Quando i portoghesi arrivarono sulla costa orientale del Sudamerica, la maggior parte delle tribù che incontrarono parlavano diversi dialetti simili l'uno all'altro, una situazione molto diversa da quella in Europa. I portoghesi, di fede cattolica, cercarono di fare proseliti tra gli indigeni. Per avere successo dovettero imparare a parlare la lingua dei nativi, per questa ragione i frati furono i primi a studiare la lingua. I frati modellarono la propria analisi della lingua basandosi su quella del latino. Le prime regole di grammatica del tupi, scritte da José de Anchieta nel 1595 è strutturata in maniera simile alla grammatica del latino contemporaneo. Questa grammatica regolarizzava e approssimava diverse differenze regionali della lingua.
I primi resoconti della lingua tupi antica risalgono all'inizio del XVI secolo, ma i primi documenti scritti vennero prodotti dal 1575 in poi, quando i gesuiti André Thévet e José de Anchieta iniziarono a tradurre le preghiere della chiesa cattolica e storie della Bibbia nella lingua degli indigeni. Un altro straniero, Jean de Lery, scrisse il primo (e probabilmente unico) libro in cui vi sono parole e dialoghi in diversi contesti. Il lavoro di Lery si è rivelato importante perché rappresenta il miglior registro in cui viene spiegato come la lingua tupi veniva parlata.
Nei primi due o tre secoli della storia brasiliana, quasi tutti i coloni imparavano il dialetto tupinambá della lingua tupi, in modo da poter comunicare con gli indigeni e con gli altri coloni che avevano adottato la lingua.
I Gesuiti impararono a parlare il tupinambá e incoraggiavano gli indios a mantenere la lingua.
I frati tradussero alcuni lavori di letteratura nella loro lingua e produssero alcuni testi scritti in lingua tupi. José de Anchieta scrisse più di 4000 versi di poesia in tupi (chiamata da lui lingua brasilica), e creò un libro in cui veniva spiegata la grammatica della lingua. Luís Figueira fu un'altra figura importante del periodo, che scrisse un secondo libro in cui si spiegava la grammatica, pubblicato nel 1621. Nella seconda metà del XVIII secolo, i lavori di Anchieta e Figueira vennero pubblicati ancora e Padre Bettendorf scrisse un nuovo e più completo catechismo. La lingua diventò di uso comune nella liturgia e diventò, di fatto, la lingua nazionale del Brasile. L'alfabetizzazione era però monopolio quasi esclusivo della chiesa.
Quando il primo ministro portoghese, Sebastião José de Carvalho e Melo, fece espellere i gesuiti dal Brasile nel 1759, la lingua iniziò a venire dimenticata e a cadere fuori uso perché poche persone erano capace di scriverla. Nel XVIII secolo vennero scoperti depositi di oro, diamanti e gemme preziose nell'entroterra; questo attrasse molti immigrati dal Portogallo che parlavano solo la propria lingua natale. Il tupi sopravvisse in forma parlata solo in zone isolate dell'entroterra distanti dai maggiori centri urbani, e rimase in uso in quei luoghi per un altro secolo.

## Esempi
Un esempio del Padre Nostro in lingua tupi è stato scritto da Anchieta:
Oré r-ub, ybak-y-pe t-ekó-ar, I moeté-pyr-amo nde r-era t'o-îkó. T'o-ur nde Reino!
Tó-ñe-moñang nde r-emi-motara yby-pe. Ybak-y-pe i ñe-moñanga îabé! Oré r-emi-'u,
'ara-îabi'õ-nduara, e-î-me'eng kori orébe. Nde ñyrõ oré angaîpaba r-esé orébe, oré
r-erekó-memûã-sara supé oré ñyrõ îabé. Oré mo'ar-ukar umen îepe tentação pupé, oré pysyrõ-te
îepé mba'e-a'iba suí.
Le parole Reino (Regno) e tentação (tentazione) sono state prese in prestito dal portoghese, in quanto nella lingua tupi questi due concetti non sono facilmente esprimibili.

### Colori
- îub = giallo
- oby = blu, verde
- pirang = rosso
- ting = bianco
- una = nero

### Sostanze
- ara = fuoco
- itá = roccia, pietra, metallo, montagna, isola
- y = acqua, fiume
- yby = terra

### Gente
- abá = uomo (in contrasto a donna), Indiano o Nativo-Americano (in contrasto a Europeo), essere umano (in contrasto al mondo animale)
- aîuba = persona francese (letteralmente “teste gialle”)
- karaĩb = straniero, uomo bianco (letteralmente “spirito di una persona morta”)
- kuñã = donna
- kuñãtaĩ = ragazza
- morubixaba = capo
- peró = persona portoghese (neologismo)
- sy = madre
- tapyîa = schiavo (indica anche un indiano non appartenente al gruppo Tupi)
- ûirá = bambino

### Il corpo umano
- a, akanga = testa
- etimã = gamba
- îuru = bocca
- îyba = braccio
- kanga = scheletro[1]
- nambi = orecchio
- ñy'ã = cuore
- pó = mano
- py = piede
- py'a= fegato, sede dell'emozione
- tesá= occhio

### Animali
- îagûar = giaguaro
- kaapiûara = capibara
- mboî = serpente
- pirá = pesce
- soó = selvaggina
- tapyr = tapiro

### Piante
- ka'a = erba, foresta
- kuri = pino

### Società
- oka = casa
- taba = villaggio

### Aggettivi
- asu, ûasu = grande
- beraba = brillante, luccicante
- katu, ngatu, gatu = buono
- mirĩ, í = piccolo
- panema = arido, contaminato, malsano, sfortunato
- etá = molto, tanto
- ûera = cattivo, vecchio, morto